# Smykke
Et smykke er en mindre pyntegenstand, der bæres på tøjet eller direkte på kroppen som fingerring, halskæde eller øreringe. Smykker er en af de ældste former for kropsdekoration siden stenalderen. Typisk laves smykker af metaller, ofte med indfattede smykkesten, eller som kæder af perler af træ, rav, skaller og andet materiale. Smykker bruges af følgende årsager:
- kropspynt
- holder tøj eller hår på plads
- betalingsmiddel eller valutareserve
- tegn på social status, rigdom eller magt (krone, diadem, kronjuveler)
- tegn på status som vielsesringe, sportsmedaljer, hip-hop-halskæder og produktion fra børnehave
- etnisk, religiøst, eller socialt tilhørsforhold
- tegn på profession eller lav (præstehalskæde, medalje, signetring)
- symbol for følelser eller værdier (kærlighed, sorg)
- kunstnerisk udtryk
- overtro og religion (talismaner, amuletter, lykkebringere)[2]

Smykker er oftest mindre end bærerens krop. Smykkernes antallet, størrelse og vægt er kun begrænset af bærerens kropstørrelse og bæreevne. 
Funktionelle smykker er opstået som del af beklædning - typisk nåle eller knapper, der holdt tøjet eller håret på plads (slipsenåle, hattenåle, brocher, manchetknapper ol.). Nogle funktionelle smykker sættes derfor på tøjet i stedet for direkte på kroppen. I moderne beklædning er funktionerne ikke længere nødvendige og smykkerne bruges nu kun til pynt som broche eller slipsenål.

## Materialer til smykkefremstilling
Siden stenalderen har mennesket brugt organiske materialer og stenarter til smykker. Typisk ville man samle eller lave perler, bore huller i dem, sætte dem på snor eller træstykke. Metal blev først brugt til smykker, da mennesket opfandt metalsmeltning i bronzealderens begyndelse. Rent kobber var så blødt, at det kun kunne bruges til smykker og dekoration,. De første små kobberøkser og daggere blev båret som pynt.

## Historie
Smykker var brugt allerede af neandertalere og ældste homo sapiens; derfor er smykker noget af det ældste gravgods fundet af ærkæologer. I Europa fandt man neandertaler-smykker 115.000 år gamle i den spanske grotte Cueva de los Aviones, bestående af perlekæder lavet af små muslingeskaller. Andre smykker af muslingeskaller for 100.000 år siden er også fundet.  
I Kenya blev der i Enkapune Ya Muto fundet perler af udskårne strudseæggeskaller lavet for 40.000 år siden. I Denisova-grotten i de sibiriske Altaibjerge fandt man i 2008 blandt andet et stenarmbånd og en fingerring af marmor også 40.000 år gamle.

## Liste over de mest almindelige smykker
- Ankelkæde
- Armbånd
- Broche
- Bæltespænde
- Choora
- Diadem
- Fibula
- Fingerring
- Gemme
- Halskæde
- Halsring
- Hårspænde
- Kamé
- Krone
- Labret
- Lapel pin
- Manchetknap
- Næsering
- Pektoral
- Slipsenål
- Tiara
- Torque
- Tåring
- Warshavi
- Ørering